# St. Boris Peak
Der St. Boris Peak (bulgarisch Връх Свети Борис Wrach Sweti Boris) ist ein 1665 m hoher Berg auf der Livingston-Insel im Archipel der Südlichen Shetlandinseln. Im Friesland Ridge der Tangra Mountains ragt er oberhalb des Huntress- und des Macy-Gletschers 650 m südsüdwestlich des Mount Friesland und 3,75 km südsüdöstlich des Plíska Ridge auf.
Bulgarische Wissenschaftler nahmen von 1995 bis 1996 Vermessungen vor. Die bulgarische Kommission für Antarktische Geographische Namen benannte den Berg 2002 nach Boris I. († 907), Nationalheiliger Bulgariens. Am 23. Dezember 2016 wurde der Berg von Doitschin Bojanow und Nikolai Petkow erstmals bestiegen. Per DGPS bestimmten sie seine Höhe mit 1699 m. Das waren sechs Meter mehr als sie zuvor für den benachbarten und offiziell höchsten Berg der Tangra Mountains, den Mount Friesland, ermittelt hatten.